# Гражданин Топинамбур
«Гражданин Топинамбур» (с 2022 используется украиноязычное название «Громадянин Топінамбур») — украинская группа, образованная в 2000 году студентами днепропетровских вузов. Свой стиль сами участники определяют как «театр жесткой эстрады», «рок штрафбат» и «фитнес рок». За время своего существования состав коллектива неоднократно менялся.

## История
Впервые с творчеством «топинамбуров» общественность познакомилась в декабре 2000 года в днепропетровском рок-клубе «Бомба». В 2007 году группа «Гражданин Топинамбур» выступила в дуэте с Катей Лель в телепередаче «Голубой огонек» на телеканале НТВ. Весной 2009 года увидел свет дебютный альбом коллектива под названием «Друг семьи». Спустя месяц он появился в сети, доступный официально для свободного скачивания.
2 октября 2009 года состоялась презентация дебютного клипа на песню «Вкл-Выкл», в котором снялись Светлана Вольнова и участники Comedy Club Ukraine — Дядя Жора и Лось Стахов, а также Гала Кудрина и группа Антитела. В ноябре 2009 г. группа приняла участие в социально-культурном проекте МИР, инициаторами которого выступили музыканты Олег Карамазов и Юрий Шевчук и международная общественная организация «День Крещения Руси».
Состав коллектива участвовал во многих конкурсах, в их числе был проект «Свіжа кров» на телеканале М1. В качестве подведения итогов конкурса они дали интервью в программе «Guten Morgen» с Кузьмой и Ольгой Горбачевой.
В марте 2011 года был снят клип на песню «Загоревший зад», режиссёром которого выступил Алексей Тараненко, «Million Pixels Studio». 6 июня клип попал в ротацию на музыкальный канал М2.
В октябре 2011 года в свет вышел второй альбом группы с названием «Давай Останемся Друзьями», запись произведена на студии «Diggidon Sound Lines». Так же, как и «Друг семьи», музыканты выложили его в интернет для свободного скачивания. Презентация этого альбома состоялась 11 ноября 2011 г. в Киеве.
С 29 июня по 1 июля 2012 года приняли участие в фестивале The Best City.UA или «Краще Місто», который проходил в г. Днепропетровске, выступая с концертной программой и утренней зарядкой.
В сентябре 2013 года вышел третий альбом коллектива «Рука плохого человека»
27 января 2016 Днепропетровцы выложили в интернет свой четвертый студийный альбом, состоящий из 11 «актуальных и злободневных» песен.
По словам участников группы, титульная композиция альбома — самая новая в серии социальных экспериментов команды.
Как рассказали MusicInUA «топинамбуры», лонгплей созревал два с половиной года. Его создатели признаются: чтобы сделать альбом более совершенным, вынуждены были неоднократно нарушать сроки его выпуска, которые сами себе устанавливали.
Музыканты также отмечают, что на новой пластинке они пытались передать «эффект живого звучания». Собственно, чтобы воссоздать энергетику концертов, большинство песен были зафиксированы одной сессией, вживую, без метронома.
Последние изменения в составе коллектива также нашли отражение в альбоме.
Послушать лонгплей «Улыбаясь По Дороге В Банк» можно на soundcloud группы
17 июня 2016 «Гражданин Топинамбур» поделились со своими поклонниками новым произведением — синглом «Пицца и Лимонад».
«Братья и сестры! С недавних пор на наших удивительных концертах мы начали проводить служения, воспевая пиццу и лимонад, чтобы изгнать из вас демонов и очистить от скверны. А вот для тех, кто не может посещать наши выступления, мы записали все обряды и молитвы в аудиоформате», — говорится в сообществе группы в ВКонтакте. По словам музыкантов, теперь каждый может «возрадоваться и исцелиться».
«Нужно всего лишь раздеться и повторять эти слова — пицца и лимонад», — шутят «топинамбуры». Прослушать композицию «Пицца и Лимонад» можно на официальном soundcloud группы или на youtube 
17 декабря 2016 коллектив обнародовал совершенно новую композицию. Релиз сингла «Нигде»  состоялся в пятницу, 16 декабря.
Андрей Удовиченко, барабанщик группы Гражданин Топинамбур: «На сегодняшний день лично для меня эта песня — венец поэтического творчества нашего вокалиста Романа Забуги. В ней очень много автора, он ставит вопрос самому себе, он в этой песне очень откровенный … Если выразиться пафосными словами, то это — очень экзистенциальная песня». Участники рок-коллектива рассказали, что им всегда хотелось быть «разноплановыми артистами». При этом они подчеркивают: веселые «топинамбур» никуда не денутся.
Роман Забуга, фронтмен группы: «Очень странно, когда артист на протяжении всей своей творческой деятельности поет только веселые песни. В таком случае нужно всерьез задуматься над его психическим состоянием. Или наоборот — когда артист все время поет о том, как он любит какую-нибудь женщину, или о какой-то образ типа „я — тебя, ты — меня“, и это продолжается от альбома к альбому … Мы же стараемся прежде всего отражать разные грани самых себя. Мы не изменились, мы не зарекаемся от какой-то бесшабашности, просто песня „Нигде“ — это отражение определенной области жизни одного отдельного человечка. Я уверен, что многие смогут эту песню спроецировать на себя — она будет людям близка».
Сведением и мастерингом трека занимался бас-гитарист команды Максим Грусевич.
29 Апреля, 2017 Гражданин Топинамбур презентовал новый сингл. Песня «Коньяковский» войдет в пятый студийный альбом формации, релиз которого запланирован на конец 2017 года.
«Мы большие фантазеры, и нам казалось, что в последнее время нас окружают сплошные антигерои. Именно поэтому мы и придумали супергероя Коньяковского», — рассказал фронтмен группы Роман Забуга в эфире украинского чарта # Селекция на Джем ФМ. По словам Романа, прототипом нового «супергероя» стал саксофонист группы Даниил Винариков.
«Песня, как нам кажется, получилась красивой, доброй, а главное — бодрой», — добавил музыкант. Запись сингла проходил на студии «ТопинамбурСамиздат», а сведение и мастеринг произведения занимался Максим Грусевич.

## Описание жанра
Лирический герой группы «Гражданин Топинамбур» — средний житель постсоветского пространства. «Топинамбуры» воспевают стремления различных персонажей в нестандартной форме — как выражаются сами участники коллектива, «они делают рок». Песни представляют собой собирательные образы участников коллектива, их друзей, знакомых и людей на улицах. Сами музыканты утверждают, что за каждой песней и образом скрывается чья-то судьба, человеческая жизнь.

## Состав группы

### Текущий состав
- Андрей Удовиченко — барабаны
- Николай Зизенко — гитара
- Роман Забуга — вокал, автор текстов
- Антон Морозов — труба
- Максим Грусевич — бас-гитара
- Даниил Винариков — саксофон
- Артем Кущ — тромбон

### Бывшие участники
- Кирилл Харченко — бас-гитара
- Евгений Солодовников — аккордеон
- Сергей Причисленко — аккордеон
- Андрей Наконечный — гитара
- Сергей Кондратьев — тромбон
- Александр Богачев — бас-гитара
- Антон Зайцев — гитара
- Артем Кудла — гитара
- Владислав Подлюк — труба
- Максим «Бобби» Сидоренко — труба
- Яков Цветинский - труба

## Дискография
- 2009 — «Друг семьи»;
- 2011 — «Давай останемся друзьями»;
- 2013 — «Рука плохого человека»;
- 2016 — «Улыбаясь по дороге в банк»;
- 2019 — «Белки, жиры и идиоты».